# 1693 în literatură
- 1692 în literatură — 1693 în literatură — 1694 în literatură

Anul 1693 în literatură a implicat o serie de evenimente semnificative. 

## Cărți noi
- The Third Part of the Pilgrim's Progress (publicată anonim)
- Catherine Trotter (sau Catherine Trotter Cockburn) - Olinda's Adventures; or, The Amours of a Young Lady
- Sir Thomas Urquhart și Peter Anthony Motteux - prima traducere completă în engleză a Gargantua și Pantagruel de François Rabelais

## Decese
Format:1693